# Michiel van Musscher

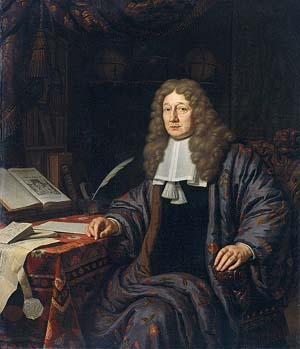
Portrait de Johannes van Waveren Hudde, maire d'Amsterdam et mathématicien, Michiel van Musscher

Michiel van Musscher (1645, Rotterdam - 1705, Amsterdam) est un peintre néerlandais du siècle d'or. Il est connu pour ses peintures de portraits.

## Biographie
Michiel van Musscher est né en 1645 à Rotterdam et y est baptisé le 27 janvier 1645,.
Très jeune, l'artiste montre des talents dans le dessin. Il a eu plusieurs professeurs de peinture. Il étudie notamment la peinture auprès de Martinus Saeghmolen en 1660 pendant deux mois, puis auprès d'Abraham van den Tempel en 1661, et auprès de Gabriel Metsu en 1665 avec sept leçons et enfin en 1667, auprès d'Adriaen van Ostade pendant sept mois à Haarlem.  
IEn dépit d'un bref retour à Rotterdam en 1966, il s'installe à Amsterdam où il exerce pendant quarante ans. Il bénéficie notamment du soutien d'un riche amateur d'art, Jonas Witsen, qui le présente à son entourage comme un peintre de portraits. Il se marie deux fois, la première fois avec Eva Visscher en 1678 à Buiksloot à Amsterdam, et la deuxième fois en 1693 avec la veuve Elise Klanes. 
Il se spécialise dans les scènes de genre et les portraits.
Il a enseigné lui-même la peinture et ses élèves sont Ottmar Elliger and Dirk Valkenburg.
Il meurt le 20 juin 1705 à Amsterdam et y est enterré le 25 juin dans l'église Nieuwe Kerk.

## Œuvres
- Portrait de Michiel Comans, calligraphe, graveur, peintre et maître d'école, avec sa troisième épouse Elisabeth van der Mersche[4], Rijksmuseum, Amsterdam
- Autoportrait[5], Rijksmuseum, Amsterdam
- Portrait d'Eva Vissher, épouse de Michiel van Musscher[6], Rijksmuseum, Amsterdam
- Portrait d'Isaac Pontanus donnant une médaille d'or à son petit-fils Hendrik van Beek[7], Rijksmuseum, Amsterdam
- Portrait d'un capitaine ou d'un armateur de navire[8], Rijksmuseum, Amsterdam
- Portrait de Thomas Hees, résident et commissaire des états généraux envers les gouvernements d'Alger, Tunis et Tripoli, avec ses neveux Jan et Andries Hees et une servante[9], Rijksmuseum, Amsterdam
- Portrait de Johannes Hudde (1628-1704), maire d'Amsterdam et mathématicien[10], Rijksmuseum, Amsterdam
- Portrait de Johan Maurits (1604-79), comte de Nassau-Siegen et gouverneur du Brésil[11], Rijksmuseum, Amsterdam
- Portrait de Hendrick Bicker (1649-1718), maire d'Amsterdam[12], Rijksmuseum, Amsterdam
- Portrait de Maria Schaep (1658-1725), épouse d'Hendrick Bicker[13], Rijksmuseum,  Amsterdam
- Portrait de Gerard Pietersz Hulft (1677)
- Le Studio de Peinture (1679)